# Горлова Світлана Іванівна
Світла́на Іва́нівна Го́рлова (нар. 15 серпня 1935 у Києві, хоча деякі джерела вказують місцем народження с. Гореничі, нині Бучанського району Київської області - 9 грудня 2021) — дикторка Українського радіо. Заслужена артистка УРСР (1990).

## Життєпис
1965 — закінчила Київський інститут театрального мистецтва імені Івана Карпенка-Карого (викладачі В. І. Харченко, К. П. Степанков).
З 1960 — на Українському радіо: дикторка, з 2000 року — бригадирка дикторської групи, згодом - завідувачка групи ведучих (у зв'язку з офіційною зміною назви посади "диктор" на "ведучий")
Ведуча передачі «Музика без слів», радіожурналів: «Пам'ятники України», «Слово» та ін.
2014 року разом з Олександром Авраменком озвучила «Всеукраїнський диктант національної єдності» напередодні Дня писемності та мови та в рамках святкування 90-річчя Українського радіо.

## Визнання
- 1990 — Заслужена артистка УРСР
- 2001 — Премія ім. Івана Огієнка
- 2001 — Премія ім. І. Франка Національної спілки журналістів України[3]